# شورش ال میس ۱۹۶۲

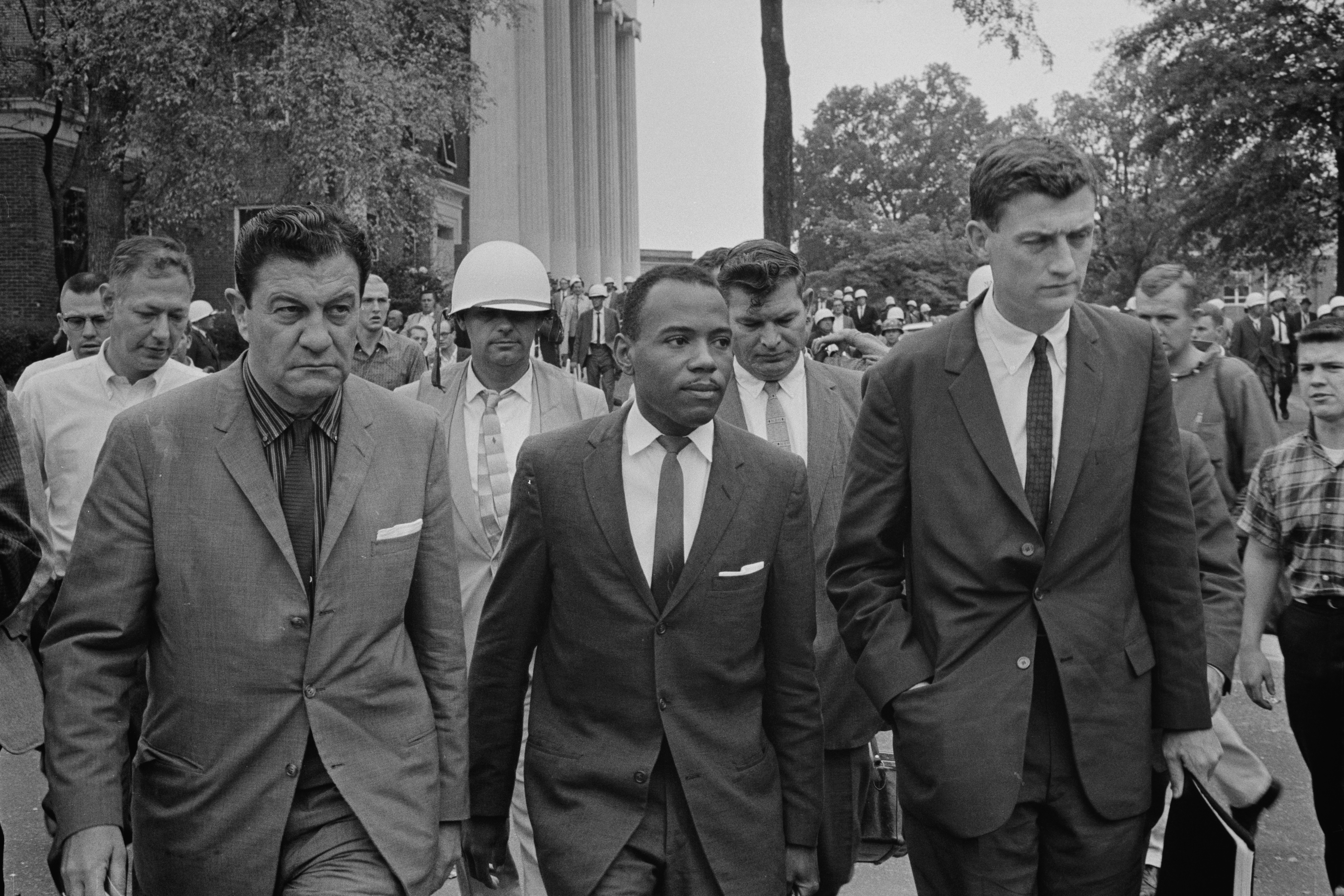
مارشال ارشد ایالات متحده، جیمز مک شین (سمت چپ) و جان دور، دستیار دادستان کل ایالات متحده برای حقوق مدنی (راست)، جیمز مردیت را به کلاس اول میس پس از شورش همراهی می‌کنند.

شورش ال میس ۱۹۶۲ (انگلیسی: Ole Miss riot of 1962) یا شورش دانشگاه میسیسیپی (Ole Miss) در سال ۱۹۶۲ یک رویداد مهم در جنبش حقوق مدنی آمریکا بود که تلاش برای مبارزه با جداسازی نژادی در جنوب را به نمایش گذاشت. این شورش در دانشگاه میسیسیپی، که به نام «ال میس» نیز شناخته می‌شود، رخ داد زمانی که جیمز مریدیت، یک دانشجوی آفریقایی-آمریکایی، سعی کرد در این دانشگاه که به‌طور انحصاری برای سفیدپوستان بود، ثبت‌نام کند.
در سپتامبر ۱۹۶۲، پس از یک نبرد قانونی طولانی، مریدیت بالاخره اجازه یافت تا در اول میس ثبت‌نام کند. اما ورود او با مقاومت شدید از سوی جدایی‌طلبان، از جمله فرماندار میسیسیپی، راس بارنت، که به‌طور علنی با ادغام مخالف بود، مواجه شد. در شب ۳۰ سپتامبر، جمعیت زیادی از دانشجویان سفیدپوست و ساکنان محلی در دانشگاه جمع شدند تا به حضور مریدیت اعتراض کنند.
با افزایش تنش‌ها، مقامات فدرال، از جمله مارشال‌های ایالات متحده، برای حفظ نظم به محل اعزام شدند. وضعیت به سرعت به خشونت کشیده شد. شورشیان با نیروهای انتظامی درگیر شدند و سنگ و بمب‌های آتش‌زا پرتاب کردند. این آشوب منجر به درگیری مرگباری شد که در آن دو نفر کشته و بسیاری دیگر، از جمله افسران انتظامی، زخمی شدند.
رئیس‌جمهور جان اف. کندی با اعزام نیروهای فدرال برای بازگرداندن نظم و حفاظت از مریدیت، وارد عمل شد. در ۱ اکتبر ۱۹۶۲، مریدیت بالاخره به کلاس اول خود رفت و تحت حفاظت نیروهای فدرال قرار داشت. شجاعت و اراده او به نمادی از مبارزه علیه تبعیض نژادی تبدیل شد.
شورش ال میس نقطه عطفی در جنبش حقوق مدنی بود و توجه ملی را به مبارزه برای برابری نژادی جلب کرد. همچنین تعهد دولت فدرال به اجرای حقوق مدنی را به نمایش گذاشت. این رویداد همچنین الهام‌بخش بسیاری از فعالان برای ادامه مبارزه برای عدالت و برابری در آمریکا بود.